# Cedarwood Music
Der Musikverlag Cedarwood Music Publishing wurde 1953 in Nashville vom Country-Musiker Webb Pierce und dem Grand Ole Opry Manager Jim Denny gegründet. Der Katalog umfasste ausschließlich Titel des Genres Country-Musik.
Dank exzellenter Beziehungen Dennys, der bei der Opry für die Auswahl der Interpreten zuständig war, hatte man bald Acuff-Rose als führenden Nashviller Musikverlag abgelöst. Vor allem die Einstellung von Mel Tillis 1957 trug zu diesem Erfolg bei. Weitere bekannte Songwriter waren Cindy Walker, Danny Dill und John D. Loudermilk.
Nach Dennys Tod 1963 übernahm sein Sohn Bill Denny die Leitung. Webb Pierce zog sich aus dem Geschäft zurück und konzentrierte sich auf die Verwaltung seiner Radiostationen. 1989 wurde Cedarwood von Polygram aufgekauft.